# Osina Duża
Osina Duża [pronunciación en polaco: /ɔˈɕina ˈduʐa/] es un pueblo ubicado en el distrito administrativo de Gmina Kiełczygłów, dentro del condado de Pajęczno, Voivodato de Łódź, en el centro de Polonia. Se encuentra a unos 2 kilómetros al norte de Kiełczygłów, a 12 kilómetros al norte de Pajęczno, y a 68 kilómetros al suroeste de la capital regional Łódź.